# Виишоара (Видра)
Виишоара (рум. Viișoara) насеље је у Румунији у округу Вранча у општини Видра. Oпштина се налази на надморској висини од 402 m.

## Становништво
Према подацима из 2002. године у насељу је живело 788 становника, од којих су сви румунске националности.